# Кирилловский сельский округ (Ярославская область)
Кирилловский сельский округ — административно-территориальная единица в Любимском районе Ярославской области России. Образован, как и остальные округа, после областной административно-территориальной реформы в 2002 году. Административный центр округа деревня Кириллово.
В административных границах 'Ермаковского, Кирилловского, Пигалевского и Покровского сельских округов образовано 1 января 2005 года муниципальное образование Ермаковское сельское поселение, в соответствии с законом Ярославской области № 65-з от 21 декабря 2004 года «О наименованиях, границах и статусе муниципальных образований Ярославской области».

## Населённые пункты
На территории сельского округа находятся 20 населённых пунктов
| №  | Населённый пункт | Тип населённого пункта | Население |
| -- | ---------------- | ---------------------- | --------- |
| 1  | Алексеевка       | деревня                | →0        |
| 2  | Варлыгино        | деревня                | ↘10       |
| 3  | Гиганово         | деревня                | ↘0        |
| 4  | Дмитриевка       | деревня                | →0        |
| 5  | Ермолино         | деревня                | ↘4        |
| 6  | Зиново           | деревня                | ↘4        |
| 7  | Кинтаново        | деревня                | ↘36       |
| 8  | Кинтаново        | село                   | →0        |
| 9  | Кириллово        | деревня                | ↘55       |
| 10 | Кощеево          | деревня                | ↗12       |
| 11 | Лучкино          | деревня                | ↘0        |
| 12 | Макарово         | деревня                | →0        |
| 13 | Митино           | деревня                | ↘2        |
| 14 | Наумово          | деревня                | ↘11       |
| 15 | Пальцево         | деревня                | ↘0        |
| 16 | Панфилово        | деревня                | →0        |
| 17 | Поторочино       | деревня                | ↘11       |
| 18 | Прокунино        | деревня                | ↘3        |
| 19 | Фролово          | деревня                | →0        |
| 20 | Ченцово          | деревня                | ↗2        |

### Упразднённые населённые пункты
В 2019 году упразднена деревня Федотово Кирилловского сельского округа.